# Crataegus ursopedensis
Crataegus ursopedensis — вид квіткових рослин із родини трояндових (Rosaceae).

## Біоморфологічна характеристика
Це кущ 20–30(40) дм заввишки. Нові гілочки запушені, 1-річні блискучі червоно-коричневі, 2-річні червоно-коричневі з білими лусочками, старші сірі; колючки на гілочках зазвичай численні, ± прямі або вигнуті, 2-річні блискучі, дуже темно-червоно-коричневі, ± міцні, (3)4–7 см. Листки: ніжки листків 30–45% від довжини пластини, голі (адаксіальна борозна волосиста зрілою), густо сидячо-залозисті; пластини від яйцюватих до кутасто-яйцюватих, 5.5–9.5 см, основа від клиноподібної до вузько клиноподібної, часток по 4 або 5 з боків, верхівки часток від гострих до загострених, краї пилчасті, верхівка загострена, нижня поверхня гола, основні жилки іноді від рідко до помірно запушені молодими, верх густо шершавий молодим, потім ± голий. Суцвіття (1)5–12-квіткові. Квітки 15–18 мм у діаметрі; чашолистки від блідо-зелених до тонкоперетинчастих, трикутні, 4–5 мм; тичинок 10; пиляки кольору слонової кістки. Яблука молоді оранжево-червоні, стають від оранжево-червоних до яскраво-червоних, еліпсоїдні чи довгасті, 8–11 мм заввишки, запушені. Період цвітіння: квітень і травень; період плодоношення: вересень і жовтень.

## Ареал
Ендемік північного сходу Північної Америки — штати Монтана (США) штати Альберта, Саскачеван (Канада).
Населяє чагарники, затінки осик і тополь; на висотах 800–1300 метрів.